# 国泰君安期货有限公司
国泰君安期货有限公司是中华人民共和国境内规模最大的期货公司之一。国泰君安期货是国泰君安证券在收购浦发期货经纪有限公司后设立的全资子公司，注册资本5亿，具有商品期货经纪业务资格和金融期货经纪业务资格，对股指期货尤为重视。国泰君安期货是国内第一家获得中国金融期货交易所全面结算业务资格的期货公司。
国泰君安期货有限公司是中国金融期货交易所1号会员，上海期货交易所4号会员，大连商品交易所186号会员，郑州商品交易所30号会员。

## 公司结构
国泰君安期货有限公司下设综合管理部、资金财务部、稽核风控部、信息技术部、交易部、结算部、市场发展部、IB服务部、研究所和金融理财部。公司总部在上海，同时在北京、天津、长春、四平、杭州、宁波、广州和深圳设有营业部。